# Sherwood Anderson
Sherwood Anderson, född 13 september 1876 i Camden, Ohio, död 8 mars 1941 i Colón, Panama, var en amerikansk författare.

## Biografi
Sherwood Anderson föddes och växte upp i en fattig och bohemlevande hantverkarfamilj. Han fick redan som tolvåring börja arbeta och försökte sig efter hand på en rad olika yrken bland annat som fabriksarbetare. Som 17-åring kom han till Chicago, deltog i spansk-amerikanska kriget, gifte sig och blev disponent för en liten färgfabrik i en stad i sin fädernestat Ohio.
Här började han skriva, men kände sig snart främmande för sitt arbete och det kapitalistiska systemet. Mitt under det att han en dag dikterade ett brev, lämnade han sitt kontor med några ord, som gjorde att man trodde att han blivit sinnesrubbad. Han slog sig ned i Chicago och kom där i kontakt med nyare diktare som Theodore Dreiser och Carl Sandburg. Han debuterade själv som författare med romanen Windy McPhersons son (1917).
Anderson som utgick från amerikansk naturalism av Dreisers skola, hade först lärt av Edgar Lee Masters och Walt Whitman men tog sedan starka intryck av D.H. Lawrence och James Joyce. Påverkad av Freuds psykoanalys gick han till attack mot den puritanska traditionen i amerikansk livssyn och hävdade naturens och den sexuella frihetens betydelse för människans lycka. Han var inte betydande som människogestaltare med förstod att med sin starkt personliga, en aning naivistiska stilkonst skapa en intensiv stämning.
Andersson är mest bekant genom Den lilla staden (Winesburg, Ohio, 1919), Mannen från västern (Poor White, 1920) och Mörkt skratt (Dark Laughter, 1925). Sin egen historia ger han i A Storytellers History (1924). Han skildrar gärna det omedvetna driftlivet med dess omotiverade impulser och låter detta ofta triumfera över kulturlivet.